# Paul-André Durocher
Paul-André Durocher (ur. 28 maja 1954 w Windsor) – duchowny kanadyjski, arcybiskup Gatineau od 2011.

## Życiorys
Urodzony 28 maja 1954 w Windosorze jako pierwsze spośród siedmiorga dzieci Maurice'a Durocher i Lucille Duplantie. Wraz z rodziną przeniósł się do Timmins, gdzie ukończył szkołę średnią. W 1977 otrzymał tytuł licencjata na kierunki sztuki muzyczne, na Uniwersytecie Zachodniego Ontario. Następnie wstąpił do Seminarium św. Pawła w Ottawie, gdzie w 1985 zdobył tytuł magistra teologii. W 1980 zdobył tytuł licencjata edukacji na Uniwersytecie Ottawy. Święcenia kapłańskie przyjął w 1982. W 1992 ukończył studia z zakresu prawa kanonicznego na Uniwersytecie w Strasburgu, a w 1996 zdobył tytuł licencjata kanonicznego na Papieskim Uniwersytecie Gregoriańskim w Rzymie.

## Episkopat
20 stycznia 1997 papież Jan Paweł II mianował go biskupem pomocniczym diecezji Sault Sainte Marie, ze stolicą tytularną Ausuaga. Sakry biskupiej udzielił mu 14 marca 1997 ówczesny biskup Sault Sainte Marie - Jean-Louis Plouffe.
27 kwietnia 2002 został biskupem Alexandrii-Cornwall.
12 października 2011 został biskupem ordynariuszem archidiecezji Gatineau. W latach 2011–2013 był wiceprzewodniczącym Konferencji Episkopatu Kanady. W latach 2013–2015 pełnił funkcję przewodniczącego Konferencji Episkopatu Kanady.